# Dicranomyia (Zelandoglochina) nubleana
Dicranomyia (Zelandoglochina) nubleana is een tweevleugelige uit de familie steltmuggen (Limoniidae). De soort komt voor in het Neotropisch gebied.